# アーフーリー・レコード
アーフーリー・レコード (Arhoolie Records)は、米国カリフォルニア州エルセリートに拠点を置くレコードレーベル。テハノ・ミュージック、ブルース、ケイジャン、ザディコを始め、アメリカのルーツ・ミュージック、ワールド・ミュージックなどを扱う。ポーランドからの移民のクリス・ストラックウィッツ（英語: Chris Strachwitz）が1960年に設立した。
ストラックウィッツは、ほとんどの商業主義的音楽を「マウス・ミュージック」(mouse music)と呼んで軽蔑していた。その意向を反映し、商業的なトレンドを一切無視して彼の気に入った音楽のみを紹介し続けたことがこのレーベルを特徴づけたと言える。

## 歴史
1960年にアーフーリー・レコードは、クリス・ストラックウィッツによって設立された。設立の直接の動機は、ライトニン・ホプキンスのレコードをリリースしたかったからだという。同年11月、レーベル初のLP盤を発売。その発売作品は、テキサス州のブルース歌手マンス・リプスカム（英語: Mance Lipscomb）の「Texas Sharecropper and Songster」であった。
レーベル名は、米国南部のアフリカ系アメリカ人によるフィールド・ハラー (労働歌)を意味する用語で、音楽学者で民俗学者のマック・マコーミック（英語: Robert "Mack" McCormick）がストラックウィッツに提案したもの。レーベルの初期には、ホプキンス、リプスカムを始め、ミシシッピ・フレッド・マクダウェル、スヌークス・イーグリン、クリフトン・シェニエ、K.C.ダグラスら、ブルース系を中心に多くのアーティストの作品をリリースした。その後もケイジャンのグループ、パイン・リーフ・ボーイズを始め、新録作品を含めてリリースし続けている。
2016年、スミソニアン・フォークウェイズ・レコードがレーベルの買収を発表した。
2023年5月5日、クリス・ストラックウィッツはカリフォルニア州サン・ラファエルで死去。レーベルはスミソニアン・フォークウェイズ傘下で存続している。

## 所属アーティスト
以下はアーフーリー・レーベル所属している、あるいは所属していたアーティストである（一部抜粋）。

### ブルース
| - ライトニン・ホプキンス - マンス・リプスカム - ビッグ・ママ・ソーントン - ビッグ・ウォルター・ホートン - ジューク・ボーイ・ボナー - エリザベス・コットン | - ジェシー・フラー - ロバート・ショウ - チャーリー・マッスルホワイト - アール・フッカー - ギター・スリム - ドクター・ロス | - ブッカ・ホワイト - ビッグ・ジョー・ウィリアムズ - サイラス・ホーガン - ブラック・エース |

### カントリー、フォーク
| - スー・ドラハイム | - ローズ・マドックス |  |

### ケイジャン＆ザディコ
| - ボーソレイユ | - サヴォワ・ファミリー・バンド | - クリフトン・シェニエ |

### ラテン
| - フラコ・ヒメネス - ロス・センゾントルズ | - ジョージ・ボンゴ・ジョー・コールマン | - リディア・メンドーサ |

### ゴスペル
| - キャンベル・ブラザーズ |

### クレズマー
| - クレズモリム |

### ジャズ
| - ジェリー・ハーン | - リバース・ブラス・バンド |  |

## DVD
- 『This Ain't No Mouse Music』 - ライ・クーダー、ボニー・レイット、クリス・ストラックウィッツら多数出演。2枚組サウンドトラック「This Ain't No Mouse Music」も有り。